# Wer bist du zur blauen Stunde?
Wer bist du zur blauen Stunde? (jap. しまなみ誰そ彼, Shimanami Tasogare) ist eine Mangaserie von Yūki Kamatani, die in Japan von 2015 bis 2018 erschien. Das Werk ist in die Genres Drama und Romantik einzuordnen und richtet sich an eine erwachsene männliche Leserschaft (Seinen).

## Inhalt
In seiner Schule findet Tasuku Kaname schlecht Anschluss, nur im Tischtennisklub hat er mit Tachibana einen Freund. Dann entdecken seine Mitschüler einen Schwulenporno auf seinem Handy und beginnen ihn zu mobben. Tasuku streitet seine Homosexualität ab und ist kurz darauf so verzweifelt, dass er sich umbringen will. Da sieht er eine Frau einen Hang herunterstürzen und läuft zum Haus, auf das sie fiel. Dort findet er sie unverletzt vor und wird von dieser „Frau Jemand“ in eingeladen. Ihre Lounge stehe für alle offen, die sterben wollen. Hier kann sich Tasuku endlich aussprechen und lernt auch andere Homosexuelle und deren ähnliche Probleme kennen – wie das lesbische Pärchen Haruko und Saki. Sie helfen ihm, während Tasuku an der Schule weiter gemobbt wird und sich auch gegenüber Tachibana verleugnet, der Schwule auch nicht leiden könne. Bei den nun anbrechenden Sommerferien hilft Tasuku den Leuten aus der Lounge, die ehrenamtlich verfallene Häuser sanieren. Er lernt Tasuku, dass es Saki ähnlich wie ihm geht und sie nicht zu ihrer Beziehung stehen kann, während Haruko offener damit umgeht. Doch insgeheim würde auch Saki gern gegenüber ihrer Familie und Freunden zu ihrer Liebe stehen. Schließlich findet Tasuku den Mut, zumindest gegenüber den Menschen aus der Lounge zu seiner Sexualität zu stehen. Er lernt den Jungen Shuuji Misora kennen, der einige Jahre jünger ist als Tasuku. Misora kommt in die Lounge, weil er sich nur hier als Mädchen kleiden kann, und Tasuku gegenüber zunächst abweisend. Seiner Identität ist er sich unsicher. Tasuku beschließt, Misora bei seinen Problemen zu helfen und die ältere Unterstützung zu sein, die er sich selbst längst gewünscht hätte. Wie auch Misora Tasuku dazu bringen will, zu seiner Sexualität zu stehen und Tsubaki, seinem Schwarm an der Schule, seine Liebe zu gestehen.
Währenddessen soll Tasuku auch entscheiden, was aus dem nächsten zu renovierenden Haus werden soll. Auch hier fällt ihm die Entscheidung schwer. Als er es bei einem Feuerwerk schafft, dass Misora in Frauenkleidung auch nach draußen geht, wird dieser dort von einem Unbekannten belästigt. Daraufhin streiten sich die beiden Jungen und schreien sich an, Tsubaki wird Zeuge des Streits und rettet einen dabei heruntergefallenen Goldfisch. Zu Hause erfährt Tsubaki von seinem Vater, dass Tasuku vermutlich schwul ist. Er kommt ins Grübeln und kommt seitdem häufiger zur Lounge und vor allem zu deren Häusern, um bei den Renovierungen zu helfen. Dabei werden Tasuku und er Zeuge, wie Uchikai aus ihrer Gruppe eine Bekannte von früher trifft. Sie kennt ihn noch aus der Zeit vor seiner Geschlechtsangleichung und will ihn akzeptieren, wie er jetzt ist, und macht bei den Aktivitäten der Lounge mit. Doch ist sie dabei aufdringlich, verletzt oft die anderen und drängt Uchikai schließlich, zu einem Ehemaligentreffen zu kommen. Schließlich wird es Uchikai zu viel, als sie ihn auch noch zu mehr Aktivismus drängen will, und er weist sie zurück. Tsubaki lädt Tasuku auch ein, mit ihm gemeinsam an einem Fotoprojekt für die Schule zu arbeiten. Sie sehen sich immer häufiger in der Freizeit, doch dann und wann äußert sich Tsukaki abschätzig über die Lounge und die Menschen dort oder zieht Tasuku damit auf, dass der womöglich in ihn verliebt ist. Tasuku wird verunsichert und bekommt Angst vor Tsubakis Reaktion auf ein Liebesgeständnis, doch auch der ist sich einen Gefühlen unsicher, vor allem nachdem Frau Jemand ihn darauf brachte, dass er selbst schwul sein könnte. Schließlich überwindet sich Tasuku und gesteht Tsubaki seine Liebe. Tsubaki ist überrascht und bewundert Tasukus Mut.
Tasuku entscheidet sich, was mit dem Haus passieren soll: Hier sollen Haruko und Saki ihre Hochzeit feiern. Die stimmen zu, müssen sich aber bald darauf erst Sakis Eltern stellen, die von ihrer Beziehung erfahren haben. Der Vater nimmt die Sexualität seiner Tochter hin, wenn auch eigentlich ablehnend, während ihre Mutter begeistert vom Coming-out ist und es schon lange ahnte. Tsubakis Vater, der die Beziehung der beiden Frauen versehentlich an die Eltern verriet, werden danach auch von seinem Sohn Vorwürfe gemacht. Als der dann den Verdacht hat, auch sein Sohn sei schwul und die Menschen in der Lounge beleidigt, stellt sich Tasuku schützend vor seinen Freund. Auch wenn beide weiter viel Zeit miteinander verbracht haben, ist sich Tsubaki seiner Gefühle noch nicht sicher. Das gesteht er nun auch Tasuku ein, will ihn aber auch nicht verlieren. Während die Vorbereitungen für die Hochzeit laufen, erfährt Tasuku vom Partner von Tschaiko. Der alte Mann, der in der Lounge immer alte Schallplatten abspielt, hat jahrzehntelang mit seinem Partner zusammengelebt, der nun mit Krebs im Sterben liegt. Tschaiko besucht ihn regelmäßig, vermeidet aber dessen Sohn aus der vor ihrer Partnerschaft getrennten Ehe zu treffen, weil er den Familienfrieden nicht stören will. Von Tschaiko erfährt Tasuku auch, dass das Paar Frau Jemand schon vor vielen Jahren trafen und ihr bei ihrer Suche nach Identität ihren Spitznamen gaben. Sie ist asexuell und sucht auch sonst keine engeren Bindungen zu anderen Menschen und hat kein Bedürfnis nach einer festen Identität. Am Tag der Hochzeit von Haruko und Saki kommen dann auch alle ihre Bekannten aus dem Umfeld der Lounge, außer Frau Jemand. Tschaiko muss die Feier vorzeitig verlassen, da sein Partner im Sterben liegt. Er kann bei seinem Tod bei ihm sein, weil sein Sohn ihn gerufen hat. Mit ihm hält Tschaiko von nun an noch gelegentlich Kontakt, wie sein Partner es sich gewünscht hatte.

## Entstehung und Konzeption
Eine ernsthafte Geschichte über sexuelle und geschlechtliche Minderheiten wollte Yūki Kamatani schon seit längerer Zeit schaffen. Kamatani identifiziert sich selbst als asexuell sowie nicht als Mann oder Frau, sodass das Thema für Kamatani eine besondere Bedeutung hat. Lange war jedoch nicht klar, wie es zufriedenstellend umgesetzt werden kann, beispielsweise ohne die Charaktere allein durch die Zugehörigkeit zu einer Minderheit zu definieren. Die Serie soll nicht von Minderheiten erzählen, sondern vermitteln, dass alle Menschen individuell sind. Mit der in anderen Serien erlangten Erfahrung wagte sich Kamatani dann 2015 an die Umsetzung der Idee in Form von Shimanami Tasogare.
Grundlage der Serie war die Idee der Lounge, die als Bühne für die Begegnung verschiedener Menschen und das Erzählen ihrer persönlichen Dramen dient, die sich alle um das gewählte Thema drehen. Die mysteriöse Frau Jemand steht darin stellvertretend für Menschen unbekannter oder nicht greifbarer Sexualität oder Geschlechts. Nach Entwicklung dieser Bühne entwarf Kamatani die Charaktere und schrieb dann auf Basis derer Eigenschaften die Geschichten. Diese erzählen oft von persönlichen Erfahrungen, die Kamatani vor allem mit Anfang 20 gemacht hat, aber auch Erfahrungen anderer Menschen, mit denen Kamatani gesprochen hat, um vielfältigere Sichtweisen in der Serie zu zeigen. Das gilt besonders für die Darstellung romantischer Beziehungen. Da Kamatani asexuell ist kamen solche in früheren Werken nicht vor und waren nun mangels eigener Erfahrung eine neue Herausforderung.

## Veröffentlichung
Die Serie erscheint zunächst ab März 2015 in einzelnen Kapiteln im Magazin Hibana beim Verlag Shogakukan. Im August 2017 wechselte die Serie in das Online-Magazin Manga One, wo sie im Mai 2018 abgeschlossen wurde. Der gleiche Verlag brachte den Manga später in vier Sammelbänden heraus.
Eine deutsche Übersetzung erschien von Juli 2019 bis Mai 2020 bei Carlsen Manga als Teil eines LGBTQ-Themenschwerpunkt, im Rahmen dessen auch Der Mann meines Bruders und Meine lesbische Erfahrung mit Einsamkeit erschienen. Seit Januar 2025 erscheint eine Neuauflage bei selbigem Verlag in bisher drei Bänden (Stand August 2025). Der Verlag Seven Seas Entertainment bringt die Serie auf Englisch heraus, Ediciones Tomodomo auf Spanisch und J-Pop auf Italienisch.

## Rezeption
Anlässlich der englischen Ausgabe lobte die Verlegerin und Aktivistin Erica Friedman den Manga für seine wirklichkeitsnahe Darstellung der Situation Homosexueller in Japan und der alltäglichen Diskriminierung. Über diesen seltenen Blick in die japanische Gesellschaft hinaus gibt die Serie auch Einblick in die japanische LGBTQ-Szene, ihren Aktivismus und wie sie sich organisiert. Auch Rachel Matt Thorn lobt das deutlich realistischere Bild von LGBTQ, als es in anderen Mangas der Fall sei. Die deutsche Website Queer.de nennt die Serie anlässlich ihrer deutschen Ausgabe einen besonderen Coming-of-Age-Manga, der „(be)rührende Einblicke in Tasukus Teenagerleben [gibt], der sich mit seiner wachsenden und von der Norm abweichenden Sexualität oft am Abgrund fühlt“.